# X Festival Internacional de Cinema Fantàstic i de Terror
El X Festival Internacional de Cinema Fantàstic i de Terror va tenir lloc a Sitges entre l'1 i el 8 d'octubre de 1977 sota la direcció d'Antonio Rafales amb la intenció de promocionar el cinema fantàstic i el cinema de terror. Fou inaugurat al palau de Maricel i hi havia tres seccions, una competitiva, una informativa i una altra retrospectiva sobre cinema de terror mexicà. En la inauguració es va exhibir la pel·lícula d'animació mexicana Los tres Reyes Magos de Fernando Ruiz i Antonio Torres Portillo a benefici d'UNICEF. Alhora Alfonso Caycedo Lozano va pronunciar la conferència La fantasía, el terror y el instinto de conservación.

## Pel·lícules exhibides

### Secció competitiva
- Ràbia de David Cronenberg /
- Eaten Alive de Tobe Hooper
- Els turons tenen ulls de Wes Craven
- Burnt Offerings de Dan Curtis
- The Sentinel de Michael Winner
- The House on Straw Hill de James Kenelm Clarke
- Alucarda, la hija de las tinieblas de Juan López Moctezuma
- Les Week-ends maléfiques du Comte Zaroff de Michel Lemoine
- Putovanje (c) de Bogdan Žižić
- Espectro (Más allá del fin del mundo) de Manuel Esteba i Gallego
- The House That Vanished de José Ramón Larraz
- Oczy uroczne de Piotr Szulkin
- Cathy's Curse d'Eddy Matalon
- El inquisidor de Bernardo Arias /
- Pane, vy jste vdova! de Václav Vorlíček
- L'ultimo treno della notte d'Aldo Lado

### Secció Informativa
- Shi Da Di Zi de Chung Ting
- La isla de las virgenes ardientes de Miquel Iglesias i Bonns
- Death Game de Peter S. Traynor
- Mansion of the Doomed de Michael Pataki
- Crash! de Charles Band
- Izbavitelj de Krsto Papić
- Meatcleaver Massacre d'Evan Lee
- Reise ins Jenseits – Die Welt des Übernatürlichen de Rolf Olsen
- Tendre Dracula de Pierre Grunstein

### Secció Retrospectiva
- Ensayo de un crimen (1955) de Luis Buñuel
- El fantasma del convento (1934) de Fernando de Fuentes Carrau
- El vampiro (1957) de Fernando Méndez
- El espejo de la bruja (1962) de Chano Urueta
- Fando y Lis (1968) d'Alejandro Jodorowsky

## Jurat
El jurat internacional estava format per Dario Argento, Denis Gifford, Horacio Cabral, Antonio Sola i Joaquim Coll Espona.

## Premis
Els premis d'aquesta edició foren:
| Categoria                                      | Premiat               | Treball                                  |
| ---------------------------------------------- | --------------------- | ---------------------------------------- |
| Medalla Sitges d'Or al millor director         | Dan Curtis            | Burnt Offerings                          |
| Medalla de Plata al millor Curtmetratge        | Bogdan Žižić          | Putovanje                                |
| Medalla de Plata a la millor actriu            | Karen Black           | Burnt Offerings                          |
| Medalla en Plata al millor actor               | Burgess Meredith      | Burnt Offerings                          |
| Medalla de Plata a la millor fotografia        | Philippe Théaudière   | Les Week-ends maléfiques du Comte Zaroff |
| Medalla de Plata al millor guió                | David Cronenberg      | Ràbia                                    |
| Medalla de Plata als millors efectes especials | Al Griswold           | Ràbia                                    |
| Premi del Jurat Internacional de la Crítica    | Els turons tenen ulls | Wes Craven                               |